# Премия Европейского союза по литературе
Премия Европейского союза по литературе (EUPL) ─ ежегодная инициатива по признанию лучших начинающих писателей-фантастов в Европе. Учреждена в 2009 году. Поддерживается программой Европейского союза«Креативная Европа», координируется Консорциумом, созданным Еврокомиссией. В Консорциум входят Европейская федерация книготорговцев, Совет европейских писателей и Федерация европейских издателей. Консорциум создаёт национальные жюри и организует награждение.
Цель премии — «обратить внимание общественности на разнообразие европейской современной литературы в области художественной прозы», а также продвигать литературные произведения в Европе «и поддерживать интерес к художественным произведениям других стран». Произведения, выдвинутые на получение премии, должны быть опубликованы в течение пяти лет до проведения премии. Книги-победители получают поддержку Еврокомиссии в переводах на иностранные языки.
Каждый год 11 или 12 стран Евросоюза выбирается для участия в конкурсе, национальные жюри выбираются для каждой страны, а жюри каждой страны выбирает победителя. Страны, имеющие право на включение:
- 28 государств-членов Европейского союза (начиная с 2013 года)
- 3 страны Европейского экономического пространства: Норвегия, Исландия, Лихтенштейн
- Страны-кандидаты на вступление в ЕС: Албания, Турция, Черногория, Северная Македония, Сербия
- Потенциальные страны-кандидаты на вступление в ЕС: Босния и Герцеговина

Каждый лауреат получает 5000 евро и поддержку перевода своей книги.

## Лауреаты премии

### 2012
Церемония награждения прошла в Брюсселе 22 октября 2012 года
- : Anna Kim, Die gefrorene Zeit
- : Lada Žigo, Rulet ("Рулетка")
- : Laurence Plazenet, L’amour seul
- : Viktor Horváth, Török tükör
- : Kevin Barry, City of Bohane
- : Emanuele Trevi, Qualcosa di scritto
- : Giedra Radvilavičiūtė, Šiąnakt aš miegosiu prie sienos
- : Gunstein Bakke, Maud og Aud. Ein roman om trafikk
- : Piotr Paziński, Pensjonat
- : Afonso Cruz, A Boneca de Kokoschka
- : Jana Beňová, Café Hyena: Plán odprevádzania
- : Sara Mannheimer, Handlingen

### 2011
Победители 2011 года были объявлены 11 октября 2011 года
- Болгария: Калин Терзийский, «Есть ли кто-нибудь, кто тебя любит»
- Великобритания: Адам Фоулдз, «Ускоряющийся лабиринт»
- Греция: Костас Хациантониу, «Агридженто»
- Исландия: Офейгур Сигурдссон, «Джон»
- Латвия: Инга Жолуде, «Успокоение для адамова дерева»
- Мальта: Иммануэль Мифсуд, «Во имя Отца (и Сына)»
- Лихтенштейн: Ирен Нигг, «Самостоятельное определение мест»
- Нидерланды: Родаан Аль Галиди, «Аутист и почтовый голубь»
- Сербия: Елена Ленгольд, «Фокусник на ярмарке»
- Турция: Чилер Ильхан, «Изгнание»
- Черногория: Андрей Николаидис, «Сын»
- Чехия: Томаш Змешкал, «Любовное письмо клинописью»